# Krescencjusz z Jesi
Krescencjusz Tebaldi z Jesi, także Krescenty (zm. 1263 w Jesi) – włoski franciszkanin, generał zakonu w latach 1244–1247, biskup.

## Życiorys
Przed wstąpieniem do Zakonu Braci Mniejszych studiował medycynę i prawo. Gdy został ministrem prowincjalnym w Marchii Ankońskiej przedsięwziął środki przeciwko spirytuałom, frakcji wewnątrz zakonu, która pragnęła wiernego zachowywania reguły św. Franciszka z Asyżu, co do słowa.
Ministrem generalnym został wybrany podczas kapituły generalnej w Genui w Zielona Święta w 1244. Nakazał zebranie świadectw o życiu Biedaczyny, które potem zostały użyte przez Tomasza z Celano przy pracy nad Vita secunda. Za jego generalatu papież Innocenty IV wydał bullę Ordinem vestrum 14 listopada 1245, przypisującą Kościołowi własność wszystkiego, czym posługiwali się bracia mniejsi.
Z powodu podeszłego wieku nie przeprowadzał wizytacji prowincji. Przedsięwzięta przez niego droga pośrednia, jeśli chodzi o rozumienie ubóstwa, nie znalazła akceptacji w żadnej z frakcji zakonu. Ostatecznie stracił też poparcie Innocentego IV. Został zdjęty z urzędu w 1247 podczas kapituły generalnej w Lyonie.
Przed śmiercią był biskupem swego rodzinnego Jesi. Wiadomości o Krescencjuszu z Jesi znajdują się m.in. w Kronice br. Salimbene de Adam da Parma.